# 春日井郡
春日井郡為過去位於日本愛知縣西北部的郡，在19世紀末前屬於尾張國，已於1880年被拆分為東春日井郡和西春日井郡。
在1879年實施郡區町村編制法時的轄區包括現在的春日井市、小牧市、尾張旭市、北名古屋市、豐山町全部地區、名古屋市的西區、北區、守山區，以及瀨戶市和清須市的大部分地區。

## 歷史
在令制國時屬於尾張國，位於尾張國的東北部，最初曾被記為「郡」，在10世紀完成的和名類聚抄記載春部郡下有池田鄉、柏井鄉、安食鄉、山村鄉、高苑鄉、餘戶鄉。
在其東南側與愛知郡之間的區域，過去還曾有山田郡的存在，不過在大約16世紀的戰國時代期間就被瓜分，大約以矢田川為界，以北區域被併入春日井郡。
17世紀江戶時代後，春日井郡的大部分區域都成為尾張藩的領地，僅少部分區域屬於尾張藩御附家老成瀨氏犬山藩和竹腰氏今尾藩的領地；19世紀末明治維新實施廢藩置縣後，原屬各藩的區域分別改隸屬名古屋縣、今尾縣、犬山縣，在1872年的第一次府縣整併後全部區域隸屬新整併的名古屋縣，而名古屋縣在四個月後更名為愛知縣。
1878年愛知縣實施郡區町村編製法時，正式設置近代的行政區劃「春日井郡」，並在下小田井村（位於現在的清須市）設置郡役所。
不過僅兩年後，1880年春日井郡被拆分為東春日井郡、西春日井郡兩郡。